# 尼古拉·斯坦切夫
尼古拉·斯坦切夫（1930年9月11日—2009年7月12日），保加利亚男子摔跤运动员。他曾代表保加利亚参加1956年夏季奥林匹克运动会摔跤比赛，获得男子自由式中量级金牌。